# Zirolana lutea
Zirolana lutea is een hooiwagen uit de familie Assamiidae.